# Esgrima nos Jogos Olímpicos de Verão de 1936
A esgrima nos Jogos Olímpicos de Verão de 1936 foi realizado em Berlim, na Alemanha, com sete eventos disputados.

## Eventos da esgrima
Masculino: Florete individual | Espada individual | Sabre individual | Florete por equipe | Espada por equipe | Sabre por equipe
Feminino: Florete individual

## Masculino

### Florete individual masculino
| Pos. | País         | Atletas          |
| ---- | ------------ | ---------------- |
|      | Itália (ITA) | Giulio Gaudini   |
|      | França (FRA) | Edouard Gardère  |
|      | Itália (ITA) | Giorgio Bocchino |

### Espada individual masculino
| Pos. | País         | Atletas                    |
| ---- | ------------ | -------------------------- |
|      | Itália (ITA) | Franco Riccardi            |
|      | Itália (ITA) | Saverio Ragno              |
|      | Itália (ITA) | Giancarlo Cornaggia-Medici |

### Sabre individual masculino
| Pos. | País          | Atletas         |
| ---- | ------------- | --------------- |
|      | Hungria (HUN) | Endre Kabos     |
|      | Itália (ITA)  | Gustavo Marzi   |
|      | Hungria (HUN) | Aladár Gerevich |

### Florete por equipes masculino
| Ouro | Prata                                                                                           | Bronze                                                                                               |
| ITA Itália Giorgio Bocchino Manlio Di Rosa Gioachino Guaragna Ciro Verratti Giulio Gaudini Gustavo Marzi | FRA França Edouard Gardère André Gardère Jacques Coutrot René Bougnol René Bondoux René Lemoine | GER Alemanha Siegfried Lerdon August Heim Erwin Casmir Julius Eisenecker Stefan Rosenbauer Otto Adam |

### Espada por equipes masculino
| Ouro | Prata                                                                                                 | Bronze                                                                                                |
| ITA Itália Alfredo Pezzana Edoardo Mangiarotti Saverio Ragno Giancarlo Cornaggia-Medici Giancarlo Brusati Franco Riccardi | SWE Suécia Hans von Drakenberg Hans Granfelt Gustaf Dyrssén Gösta Almgren Birger Cederin Sven Thofelt | FRA França Henri Dulieux Philippe Cattiau Georges Buchard Paul Wormser Michel Pécheux Bernard Schmetz |

### Sabre por equipes masculino
| Ouro                                                                                                 | Prata                                                                                             | Bronze                                                                                      |
| HUN Hungria Pál Adam Kovács Tibor Berczelly Imre Rajczy Aladár Gerevich Endre Kabos László Rajcsányi | ITA Itália Vincenzo Pinton Aldo Masciotta Athos Tanzini Aldo Montano Gustavo Marzi Giulio Gaudini | GER Alemanha Hans Jörger Julius Eisenecker August Heim Erwin Casmir Richard Wahl Hans Esser |

## Feminino

### Florete individual feminino
| Pos. | País           | Atletas            |
| ---- | -------------- | ------------------ |
|      | Hungria (HUN)  | Ilona Elek         |
|      | Alemanha (GER) | Helene Mayer       |
|      | Áustria (AUT)  | Ellen Preis-Müller |

## Quadro de medalhas da esgrima
| Ordem | País         | Medalha de ouro | Medalha de prata | Medalha de bronze | Total |
| ----- | ------------ | --------------- | ---------------- | ----------------- | ----- |
| 1     | ITA Itália   | 4               | 3                | 2                 | 9     |
| 2     | HUN Hungria  | 3               | 1                | 0                 | 4     |
| 3     | FRA França   | 0               | 2                | 1                 | 3     |
| 4     | GER Alemanha | 0               | 1                | 2                 | 3     |
| 5     | SWE Suécia   | 0               | 1                | 0                 | 1     |
| 6     | AUT Áustria  | 0               | 0                | 1                 | 1     |